# 佐山聖子
佐山 聖子（さやま きよこ、8月3日 - ）は、日本の女性アニメーション演出家、アニメーション監督。埼玉県出身。専門学校卒業。現在はフリー。夫はアニメーターで、スタジオジュニオ時代の同僚である熊谷哲矢。

## 参加作品

### テレビアニメ
1991年
- おばけのホーリー（1991年 - 1992年、絵コンテ・演出）

1992年
- チロリン村物語（1992年 - 1993年、絵コンテ・演出）
- 魔法のプリンセス ミンキーモモ 夢を抱きしめて（絵コンテ）

1993年
- カリメロ（第2作、演出）
- 忍たま乱太郎（第1期、1993年 - 1994年、絵コンテ・演出）
- ポコニャン（1993年 - 1996年、絵コンテ・演出）

1994年
- 3丁目のタマ うちのタマ知りませんか?（第2期、絵コンテ・演出）
- 赤ずきんチャチャ（絵コンテ・演出）
- ジーンダイバー（1994年 - 1995年、絵コンテ）
- 忍たま乱太郎（第2期、- 1995年、絵コンテ・演出）
- 飛べ!イサミ（1994年 - 1996年、絵コンテ・演出）

1996年
- はりもぐハーリー（第1期、絵コンテ・演出）
- セイバーマリオネットJ（1996年 - 1997年、絵コンテ・演出）
- 忍たま乱太郎（第4期、絵コンテ・演出）

1997年
- はりもぐハーリー（第2期、監督）
- それいけ!アンパンマン（絵コンテ）

1998年
- セイバーマリオネットJ to X（1998年 - 1999年、チーフディレクター・絵コンテ・演出）

1999年
- スーパードール★リカちゃん（絵コンテ）
- 魔法使いTai!（絵コンテ・演出）
- 忍たま乱太郎（第7期、絵コンテ・演出）
- 今、そこにいる僕（1999年 - 2000年、絵コンテ）
- HUNTER×HUNTER（1999年 - 2001年、絵コンテ）

2000年
- 風まかせ月影蘭（絵コンテ）
- BOYS BE…（SPECIAL THANKS）
- グラビテーション（2000年 - 2001年、絵コンテ・演出）

2001年
- 新白雪姫伝説プリーティア（監督・絵コンテ・演出）
- しあわせソウのオコジョさん（2001年 - 2002年、絵コンテ・演出）
- 学園戦記ムリョウ（絵コンテ）
- SAMURAI GIRL リアルバウトハイスクール（絵コンテ）

2002年
- FF：U 〜ファイナルファンタジー:アンリミテッド〜（絵コンテ・演出）
- 七人のナナ（絵コンテ）
- 藍より青し（絵コンテ）
- ちょびっツ（絵コンテ）
- 王ドロボウJING（演出）
- プリンセスチュチュ（2002年 - 2003年、絵コンテ・演出）
- ギャラクシーエンジェル（第3期、2002年 - 2003年、絵コンテ）

2003年
- LAST EXILE（絵コンテ）
- カレイドスター（絵コンテ・演出）
- D.C. 〜ダ・カーポ〜（絵コンテ）
- 銀河鉄道物語（絵コンテ）
- クロノクルセイド（2003年 - 2004年、絵コンテ・演出）
- ブラック・ジャック2時間スペシャル 〜命をめぐる4つの奇跡〜（演出）

2004年
- 十兵衛ちゃん2 -シベリア柳生の逆襲-（絵コンテ）
- うた∽かた（絵コンテ）
- ケロロ軍曹（2004年 - 2011年、絵コンテ）

2005年
- ふしぎ星の☆ふたご姫（2005年 - 2006年、絵コンテ）
- BLOOD+（2005年 - 2006年、絵コンテ・演出）

2006年
- ARIA The NATURAL（絵コンテ・演出）
- ふしぎ星の☆ふたご姫 Gyu!（2006年 - 2007年、絵コンテ）
- NANA（2006年 - 2007年、絵コンテ）
- 僕等がいた（絵コンテ）
- オーバン・スターレーサーズ（2006年 - 2007年、絵コンテ・演出）

2007年
- DEATH NOTE（絵コンテ）
- 精霊の守り人（絵コンテ・演出）
- ロミオ×ジュリエット（絵コンテ）
- ナイトウィザード The ANIMATION（絵コンテ）
- スケッチブック 〜full color's〜（絵コンテ）

2008年
- ヴァンパイア騎士（監督・絵コンテ・演出）
- ヴァンパイア騎士 Guilty（監督・絵コンテ）
- xxxHOLiC◆継（絵コンテ）
- スキップ・ビート!（2008年 - 2009年、監督・絵コンテ・演出・作画監督・原画）

2009年
- あにゃまる探偵 キルミンずぅ（絵コンテ・OP演出・原画・グラフィック）
- こばと。（絵コンテ）

2010年
- 極上!!めちゃモテ委員長 セカンドコレクション（絵コンテ）
- 荒川アンダー ザ ブリッジ（絵コンテ）
- 荒川アンダー ザ ブリッジ×ブリッジ（絵コンテ）

2011年
- 電波女と青春男（絵コンテ）
- Dororonえん魔くん メ〜ラめら（絵コンテ）
- SKET DANCE（絵コンテ）
- まよチキ!（絵コンテ）
- 異国迷路のクロワーゼ The Animation（絵コンテ）
- たまゆら〜hitotose〜（絵コンテ）

2012年
- BRAVE10（監督・絵コンテ・演出・原画・ED絵コンテ・演出）
- モーレツ宇宙海賊（絵コンテ）
- しろくまカフェ（絵コンテ・演出）
- 黄昏乙女×アムネジア（絵コンテ）
- ココロコネクト（絵コンテ）
- 神様はじめました（絵コンテ）
- さくら荘のペットな彼女（絵コンテ）

2013年
- とある科学の超電磁砲S（絵コンテ）
- ブラッドラッド（絵コンテ）
- たまゆら〜もあぐれっしぶ〜（絵コンテ）
- 義風堂々!! 兼続と慶次（絵コンテ）

2014年
- ウィッチクラフトワークス（絵コンテ）
- とある飛空士への恋歌（絵コンテ）
- ディーふらぐ!（絵コンテ）
- selector infected WIXOSS（絵コンテ）
- 一週間フレンズ。（絵コンテ・演出）
- ノーゲーム・ノーライフ（絵コンテ）
- ハナヤマタ（絵コンテ）
- 黒執事 Book of Circus（絵コンテ）
- selector spread WIXOSS（絵コンテ・演出）
- オオカミ少女と黒王子（絵コンテ）
- PSYCHO-PASS サイコパス 2（絵コンテ）

2015年
- 寄生獣 セイの格率（絵コンテ）
- アイカツ!（2015年 - 2016年、絵コンテ）
- ダンジョンに出会いを求めるのは間違っているだろうか（絵コンテ・演出）
- 俺物語!!（絵コンテ）
- 実は私は（絵コンテ）
- ガッチャマン クラウズ インサイト（絵コンテ）
- DIABOLIK LOVERS MORE,BLOOD（絵コンテ）
- ヘヴィーオブジェクト（絵コンテ）

2016年
- プリンス・オブ・ストライド オルタナティブ（絵コンテ）
- ナースウィッチ小麦ちゃんR（絵コンテ）
- ふらいんぐうぃっち（絵コンテ・演出）
- アイカツスターズ!（2016年 - 2018年、絵コンテ）
- 甘々と稲妻（絵コンテ）
- タブー・タトゥー（絵コンテ）
- あまんちゅ!（絵コンテ）
- Lostorage incited WIXOSS（絵コンテ・演出）
- ナンバカ（絵コンテ）

2017年
- ALL OUT!!（絵コンテ）
- スクールガールストライカーズ Animation Channel（絵コンテ）
- サクラダリセット（絵コンテ）
- 夏目友人帳 陸（絵コンテ）
- アリスと蔵六（絵コンテ）
- Infini-T Force（絵コンテ）
- クジラの子らは砂上に歌う（絵コンテ）

2018年
- 宇宙よりも遠い場所（絵コンテ）
- あまんちゅ!〜あどばんす〜（監督）
- カードキャプターさくら クリアカード編（絵コンテ）
- メガロボクス（絵コンテ）
- ニル・アドミラリの天秤 帝都幻惑綺譚（絵コンテ）
- プラネット・ウィズ（絵コンテ）
- ハイスコアガール（絵コンテ）
- とある魔術の禁書目録III（絵コンテ）

2019年
- 同居人はひざ、時々、頭のうえ。（絵コンテ）
- 消滅都市（絵コンテ）
- ダンジョンに出会いを求めるのは間違っているだろうかII（絵コンテ）
- ちはやふる3（絵コンテ）

2020年
- うちタマ?! 〜うちのタマ知りませんか?〜（絵コンテ）
- 恋する小惑星（絵コンテ）
- シャドウバース（絵コンテ）
- 継つぐもも（絵コンテ）
- NOBLESSE -ノブレス-（絵コンテ）

2021年
- アズールレーン びそくぜんしんっ!（絵コンテ）
- スケートリーディング☆スターズ（絵コンテ）
- 死神坊ちゃんと黒メイド（絵コンテ）
- EDENS ZERO（絵コンテ）
- SELECTION PROJECT（絵コンテ）
- さんかく窓の外側は夜（絵コンテ）

2022年
- アオアシ（絵コンテ）
- 不滅のあなたへ Season2（監督・絵コンテ・演出）

2023年
- 死神坊ちゃんと黒メイド（第2期、絵コンテ）

2024年
- 死神坊ちゃんと黒メイド（第3期、絵コンテ）
- デリコズ・ナーサリー（絵コンテ）

2025年
- 不滅のあなたへ Season3（総監督）

### 劇場アニメ
- タイコンデロンガのいる海（1991年、助監督）

### OVA
1991年
- 忍者龍剣伝（助監督・動画）

1995年
- 不思議の国の美幸ちゃん（演出）
- 3×3 EYES 〜聖魔伝説〜（演出）

1997年
- またまたセイバーマリオネットJ（1997年 - 1998年、監督補佐）

2000年
- 天使禁猟区（監督）

2004年
- 低俗霊DAYDREAM（絵コンテ・演出）

2018年
- あさがおと加瀬さん。（絵コンテ）

### 舞台
- 白のカノン（2005年、おしばい軍団もずくぁんず出演）